# Даљине (роман)
Даљине (мађ. Pilátus), је роман мађарске књижевнице Магде Сабо (мађ. Magda Szabó) објављен 1963. године. Српско издање је објавила издавачка кућа "Штрик" из Београда 2019. године у преводу Марка Чудића.

## О писцу
Магда Сабо (1917–2007) је једна од најзначајнијих и најпревођенијих мађарских књижевница. Објавила је преко педесет књижевних дела: збирки песама, романа, омладинских романа, драма, прича, есеја и студија.

## О књизи
Роман Даљине су снажна прича о односу између мајке и ћерке. Главне јунакиње романа су мајка и ћерка, седамдесетопетогодишња старица Етелка Сеч и њена тридесетшестогодишња ћерка Иза (Изабела), разведена, лекарка. Магда Сабо овом књигом поставља питања зашто се блискост коју  осећамо према особама, градовима, временима наједном славби и нестаје, како се дешава да се људи који се воле наједном немо довикују из даљине. Својим књижевним талентом осветљава веома танане и ретко описиване везе међу људима. Открива читаоцу и то да се често дичимо племенитошћу, док у исто време занемарујемо и повређујемо оне који би требало да су нам најближи.

## Радња
Радња романа Даљине се дешава се од марта до краја октобра 1960. године у Будимпешти и у једном равничарском селу. Иза Сеч је некада живела с Анталом у својој родитељској кући, заједно са својим родитељима. Потом се развела, напустила град у ком је одрасла и отишла у Будимпешту, где је наставила да ради као специјалисткиња ортопедије. Иза сада живи у пространом и модерно опремљеном стану о ком бригу води кућна помоћница. Одлази у позориште, на концерте и виђа се с популарним писцем. За њен пређашњи живот веже је још само одлазак једном месечно у посету родитеима Етелки и Винцеу у мало место удаљено од Будимпеште равничарским простарнством. Ствари се потпуно мењају када Винце умре, и Иза доводи мајку да живи с њом у Будимпешту. Етелка с радошћу прихвата одлуку да се пресели код ћерке, али њихов заједнички живот неће се одвијају онако како су мајка и ћерка, свака за себе, замишљале.
Етелка лишена свог света и својих уобичајених активности тешко подноси самоћу у Будимпешти. У самоћи држе је само сећања на недавно преминулог мужа, а њен начин живота и погледи су јачи од „рационалне“ удобности коју нуди њена ћерка. Иза је паметна, самоуверена, практична али није у стању да разуме емоционални свет старије генерације. Не разуме, само примећује ужасну психичку борбу и физичку атрофију своје мајке. 
Изин бивши муж сада живи у њеној родитељској кући коју је купио за себе и своју вереницу. У завршном делу књиге покушаће да спасе Етелку од стања у коме се налази, али не успева. Етелка скрхана сећањима и безнађем будућности извршава самоубиство. Изин вереник, писац, тада схвата да не може припадати њеном пустом свету. Трагедија је потпуна, Иза остаје сама.